# 2010-es labdarúgó-világbajnokság-selejtező (CAF – 2. forduló)
A 2010-es labdarúgó-világbajnokság afrikai selejtezőjének 2. fordulója (első csoportkör) a 2010-es afrikai nemzetek kupája első selejtező csoportköre is volt egyben. Az 1. forduló (előselejtező) párosításainak győztes csapatai csatlakoztak a 45 kiemelt afrikai válogatotthoz. A 48 nemzeti válogatottat 12, egyenként 4 tagú csoportba sorsolták, ahol a csapatok körmérkőzéses rendszerben mérkőztek meg egymással. A csoportok első helyezett válogatottjai, illetve a 8 legjobb csoportmásodik került a 3. fordulóba.
A 2. forduló selejtező-csoportjainak sorsolását 2007. november 25-én tartották a dél-afrikai Durbanben.

## Kiemelés
Az afrikai zóna 2. fordulójának kiemelését a 2007. novemberi FIFA-világranglista alapján végezték. Az egyes csoportokba minden kalapból egy-egy csapat került.
| 1. kalap | 2. kalap | 3. kalap | 4. kalap |
| --- | --- | --- | --- |
| - Kamerun - Nigéria - Elefántcsontpart - Marokkó - Ghána - Tunézia - Egyiptom - Guinea - Szenegál - Mali - Angola - Togo | - Zambia - Dél-afrikai Köztársaság - Zöld-foki Köztársaság - Kongói DK - Algéria - Burkina Faso - Benin - Mozambik - Líbia - Etiópia - Kongó - Zimbabwe | - Uganda - Botswana - Egyenlítői-Guinea - Tanzánia - Gabon - Malawi - Szudán - Burundi - Libéria - Ruanda - Eritrea - Namíbia | - Gambia - Mauritánia - Kenya - Csád - Lesotho - Mauritius - Niger - Szváziföld - Seychelle-szigetek - Sierra Leone - Madagaszkár - Dzsibuti |

## Csoportok

### 1. csoport
| Hely. | Csapat                | M | Gy | D | V | G+ | G– | Gk  | P  | Továbbjutás                       |     | Kamerun | Zöld-foki Köztársaság | Tanzánia | Mauritius |
| ----- | --------------------- | - | -- | - | - | -- | -- | --- | -- | --------------------------------- | --- | ------- | --------------------- | -------- | --------- |
| 1.    | Kamerun               | 6 | 5  | 1 | 0 | 14 | 2  | +12 | 16 | Továbbjutott a harmadik fordulóba |     | —       | 2–0                   | 2–1      | 5–0       |
| 2.    | Zöld-foki Köztársaság | 6 | 3  | 0 | 3 | 7  | 8  | −1  | 9  |                                   |     | 1–2     | —                     | 1–0      | 3–1       |
| 3.    | Tanzánia              | 6 | 2  | 2 | 2 | 9  | 6  | +3  | 8  |                                   | 0–0 | 3–1     | —                     | 1–1      |           |
| 4.    | Mauritius             | 6 | 0  | 1 | 5 | 3  | 17 | −14 | 1  |                                   | 0–3 | 0–1     | 1–4                   | —        |           |

| 2008. május 31. 16:00 (UTC+3) | Tanzánia    | 1 – 1               | Mauritius                   | Nemzeti Stadion, Dar es-Salaam Nézőszám: 35 000 Játékvezető: Marange (zimbabwei) |
| 2008. május 31. 16:00 (UTC+3) | Mrwanda 69' | (0 – 1) Jegyzőkönyv | Marquette 39' Marquette 59′ | Nemzeti Stadion, Dar es-Salaam Nézőszám: 35 000 Játékvezető: Marange (zimbabwei) |

| 2008. május 31. 15:30 (UTC+1) | Kamerun                         | 2 – 0               | Zöld-foki Köztársaság | Stade Omnisports Ahmadou Ahidjo, Yaoundé Nézőszám: 20 000 Játékvezető: Djaoupe (togói) |
| 2008. május 31. 15:30 (UTC+1) | R. Song 8' Eto'o 57' (11-esből) | (1 – 0) Jegyzőkönyv |                       | Stade Omnisports Ahmadou Ahidjo, Yaoundé Nézőszám: 20 000 Játékvezető: Djaoupe (togói) |

| 2008. június 7. 16:00 (UTC-1) | Zöld-foki Köztársaság | 1 – 0               | Tanzánia | Estádio da Várzea, Praia Nézőszám: 6 000 Játékvezető: el-Asiri (marokkói) |
| 2008. június 7. 16:00 (UTC-1) | Babanco 73'           | (0 – 0) Jegyzőkönyv |          | Estádio da Várzea, Praia Nézőszám: 6 000 Játékvezető: el-Asiri (marokkói) |

| 2008. június 8. 15:00 (UTC+4) | Mauritius | 0 – 3               | Kamerun                               | Stade George V, Curepipe Nézőszám: 2 400 Játékvezető: Martins de Carvalho (angolai) |
| 2008. június 8. 15:00 (UTC+4) |           | (0 – 2) Jegyzőkönyv | Bikey 11' Eto'o 27' Bebbe Mbangue 87' | Stade George V, Curepipe Nézőszám: 2 400 Játékvezető: Martins de Carvalho (angolai) |

| 2008. június 14. 16:00 (UTC+3) | Tanzánia    | 0 – 0 | Kamerun | Nemzeti Stadion, Dar es-Salaam Nézőszám: 55 000 Játékvezető: Codija (benini) |
| 2008. június 14. 16:00 (UTC+3) | Jegyzőkönyv |       |         | Nemzeti Stadion, Dar es-Salaam Nézőszám: 55 000 Játékvezető: Codija (benini) |

| 2008. június 15. 15:00 (UTC+4) | Mauritius | 0 – 1               | Zöld-foki Köztársaság | Stade George V, Curepipe Nézőszám: 1 480 Játékvezető: Kaoma (zambiai) |
| 2008. június 15. 15:00 (UTC+4) |           | (0 – 1) Jegyzőkönyv | Dady 43' (11-esből)   | Stade George V, Curepipe Nézőszám: 1 480 Játékvezető: Kaoma (zambiai) |

| 2008. június 21. 15:30 (UTC+1) | Kamerun       | 2 – 1               | Tanzánia    | Stade Omnisports Ahmadou Ahidjo, Yaoundé Nézőszám: 25 000 Játékvezető: Mendy (gambiai) |
| 2008. június 21. 15:30 (UTC+1) | Eto'o 65' 89' | (0 – 0) Jegyzőkönyv | Mrwanda 72' | Stade Omnisports Ahmadou Ahidjo, Yaoundé Nézőszám: 25 000 Játékvezető: Mendy (gambiai) |

| 2008. június 22. 16:00 (UTC-1) | Zöld-foki Köztársaság     | 3 – 1               | Mauritius  | Estádio da Várzea, Praia Nézőszám: 2 850 Játékvezető: Coulibaly (mali) |
| 2008. június 22. 16:00 (UTC-1) | Dady 45+1' 58' Soares 78' | (1 – 0) Jegyzőkönyv | Sophie 67' | Estádio da Várzea, Praia Nézőszám: 2 850 Játékvezető: Coulibaly (mali) |

| 2008. szeptember 6. 15:00 (UTC+4) | Mauritius     | 1 – 4               | Tanzánia                              | Stade George V, Curepipe Nézőszám: 103 Játékvezető: Ndinya (kenyai) |
| 2008. szeptember 6. 15:00 (UTC+4) | Marquette 13' | (1 – 4) Jegyzőkönyv | Makasi 12' Khalfan 20' Tegete 30' 35' | Stade George V, Curepipe Nézőszám: 103 Játékvezető: Ndinya (kenyai) |

| 2008. szeptember 6. 16:00 (UTC-1) | Zöld-foki Köztársaság | 1 – 2               | Kamerun                                | Estádio da Várzea, Praia Nézőszám: 5 000 Játékvezető: Labrosse (Seychelle-szigeteki) |
| 2008. szeptember 6. 16:00 (UTC-1) | Lito 38'              | (1 – 0) Jegyzőkönyv | Emana 51' Somen 65' A. Song 82′, 90+2′ | Estádio da Várzea, Praia Nézőszám: 5 000 Játékvezető: Labrosse (Seychelle-szigeteki) |

| 2008. október 11. 16:00 (UTC+3) | Tanzánia                      | 3 – 1               | Zöld-foki Köztársaság | Nemzeti Stadion, Dar es-Salaam Nézőszám: 10 000 Játékvezető: Jerom Damon (Dél-afrikai) |
| 2008. október 11. 16:00 (UTC+3) | Iddy 5' Tegete 26' Ngassa 74' | (2 – 1) Jegyzőkönyv | Semedo 34'            | Nemzeti Stadion, Dar es-Salaam Nézőszám: 10 000 Játékvezető: Jerom Damon (Dél-afrikai) |

| 2008. október 11. 15:30 (UTC+1) | Kamerun                                               | 5 – 0               | Mauritius | Stade Omnisports Ahmadou Ahidjo, Yaoundé Nézőszám: 12 000 Játékvezető: Mohamed Ould Lemghambodj (mauritániai) |
| 2008. október 11. 15:30 (UTC+1) | Eto'o 26' 47' (11-esből) Meyong Ze 57' 73' Makoun 71' | (1 – 0) Jegyzőkönyv |           | Stade Omnisports Ahmadou Ahidjo, Yaoundé Nézőszám: 12 000 Játékvezető: Mohamed Ould Lemghambodj (mauritániai) |

### 2. csoport
| Hely. | Csapat   | M | Gy | D | V | G+ | G– | Gk | P  | Továbbjutás                       |     | Guinea | Kenya | Zimbabwe | Namíbia |
| ----- | -------- | - | -- | - | - | -- | -- | -- | -- | --------------------------------- | --- | ------ | ----- | -------- | ------- |
| 1.    | Guinea   | 6 | 3  | 2 | 1 | 9  | 5  | +4 | 11 | Továbbjutott a harmadik fordulóba |     | —      | 3–2   | 0–0      | 4–0     |
| 2.    | Kenya    | 6 | 3  | 1 | 2 | 8  | 5  | +3 | 10 | Továbbjutott a harmadik fordulóba |     | 2–0    | —     | 2–0      | 1–0     |
| 3.    | Zimbabwe | 6 | 1  | 3 | 2 | 4  | 6  | −2 | 6  |                                   |     | 0–0    | 0–0   | —        | 2–0     |
| 4.    | Namíbia  | 6 | 2  | 0 | 4 | 7  | 12 | −5 | 6  |                                   | 1–2 | 2–1    | 4–2   | —        |         |

| 2008. május 31. 15:00 (UTC+1) | Namíbia                | 2 – 1               | Kenya       | Sam Nujoma Stadion, Windhoek Nézőszám: 6 000 Játékvezető: Ssegonga (ugandai) |
| 2008. május 31. 15:00 (UTC+1) | Risser 14' Khaiseb 89' | (1 – 1) Jegyzőkönyv | Makacha 40' | Sam Nujoma Stadion, Windhoek Nézőszám: 6 000 Játékvezető: Ssegonga (ugandai) |

| 2008. június 1. 17:00 (UTC+0) | Guinea      | 0 – 0 | Zimbabwe | Stade 28 Septembre, Conakry Nézőszám: 12 000 Játékvezető: Hajmúdi (algériai) |
| 2008. június 1. 17:00 (UTC+0) | Jegyzőkönyv |       |          | Stade 28 Septembre, Conakry Nézőszám: 12 000 Játékvezető: Hajmúdi (algériai) |

| 2008. június 7. 16:00 (UTC+3) | Kenya         | 2 – 0               | Guinea | Nyayo Nemzeti Stadion, Nairobi Nézőszám: 35 000 Játékvezető: Eyene (kameruni) |
| 2008. június 7. 16:00 (UTC+3) | Oliech 3' 50' | (1 – 0) Jegyzőkönyv |        | Nyayo Nemzeti Stadion, Nairobi Nézőszám: 35 000 Játékvezető: Eyene (kameruni) |

| 2008. június 8. 15:00 (UTC+2) | Zimbabwe              | 2 – 0               | Namíbia | Rufaro Stadion, Harare Nézőszám: 27 979 Játékvezető: Lwanja (malawi) |
| 2008. június 8. 15:00 (UTC+2) | Mushangazhike 26' 85' | (1 – 0) Jegyzőkönyv |         | Rufaro Stadion, Harare Nézőszám: 27 979 Játékvezető: Lwanja (malawi) |

| 2008. június 14. 16:00 (UTC+3) | Kenya                  | 2 – 0               | Zimbabwe | Nyayo Nemzeti Stadion, Nairobi Nézőszám: 27 500 Játékvezető: Diatta (szenegáli) |
| 2008. június 14. 16:00 (UTC+3) | Mariaga 13' Oliech 88' | (1 – 0) Jegyzőkönyv |          | Nyayo Nemzeti Stadion, Nairobi Nézőszám: 27 500 Játékvezető: Diatta (szenegáli) |

| 2008. június 14. 15:00 (UTC+1) | Namíbia    | 1 – 2               | Guinea                       | Sam Nujoma Stadion, Windhoek Nézőszám: 5 000 Játékvezető: Imiere (nigériai) |
| 2008. június 14. 15:00 (UTC+1) | Bester 42' | (1 – 2) Jegyzőkönyv | Bangoura 22' Feindouno 46+1' | Sam Nujoma Stadion, Windhoek Nézőszám: 5 000 Játékvezető: Imiere (nigériai) |

| 2008. június 22. 15:00 (UTC+2) | Zimbabwe    | 0 – 0 | Kenya | Rufaro Stadion, Harare Nézőszám: 23 000 Játékvezető: Kotey (ghánai) |
| 2008. június 22. 15:00 (UTC+2) | Jegyzőkönyv |       |       | Rufaro Stadion, Harare Nézőszám: 23 000 Játékvezető: Kotey (ghánai) |

| 2008. június 22. 17:00 (UTC+0) | Guinea                             | 4 – 0               | Namíbia | Stade 28 Septembre, Conakry Nézőszám: 15 000 Játékvezető: Monteiro Lopes (zöld-foki-szigeteki) |
| 2008. június 22. 17:00 (UTC+0) | Feindouno 23' Bangoura 27' 55' 60' | (2 – 0) Jegyzőkönyv |         | Stade 28 Septembre, Conakry Nézőszám: 15 000 Játékvezető: Monteiro Lopes (zöld-foki-szigeteki) |

| 2008. szeptember 6. 16:00 (UTC+3) | Kenya                | 1 – 0               | Namíbia | Nyayo Nemzeti Stadion, Nairobi Nézőszám: 40 000 Játékvezető: Hicuburundi (burundi) |
| 2008. szeptember 6. 16:00 (UTC+3) | Jamal 44' (11-esből) | (1 – 0) Jegyzőkönyv |         | Nyayo Nemzeti Stadion, Nairobi Nézőszám: 40 000 Játékvezető: Hicuburundi (burundi) |

| 2008. szeptember 7. 15:00 (UTC+2) | Zimbabwe | 0 – 0       | Guinea          | Rufaro Stadion, Harare Nézőszám: 23 000 Játékvezető: Evehe (kameruni) |
| 2008. szeptember 7. 15:00 (UTC+2) |          | Jegyzőkönyv | A. Bangoura 73′ | Rufaro Stadion, Harare Nézőszám: 23 000 Játékvezető: Evehe (kameruni) |

| 2008. október 11. 16:00 (UTC+2) | Namíbia                                | 4 - 2               | Zimbabwe                  | Sam Nujoma Stadion, Windhoek Nézőszám: 4 000 Játékvezető: Koman Coulibaly (mali) |
| 2008. október 11. 16:00 (UTC+2) | Risser 20' 49' Bester 32' Shipanga 44' | (3 – 0) Jegyzőkönyv | Nyandoro 51' Malajila 83' | Sam Nujoma Stadion, Windhoek Nézőszám: 4 000 Játékvezető: Koman Coulibaly (mali) |

| 2008. október 12. 17:00 (UTC+0) | Guinea                           | 3 - 2               | Kenya                 | Stade 28 Septembre, Conakry Nézőszám: 16 400 Játékvezető: Eddy Maillet (Seychelle-szigeteki) |
| 2008. október 12. 17:00 (UTC+0) | Bangoura 32' Bah 61' Zayatte 71' | (1 – 0) Jegyzőkönyv | Ouma 81' Opondo 90+3' | Stade 28 Septembre, Conakry Nézőszám: 16 400 Játékvezető: Eddy Maillet (Seychelle-szigeteki) |

### 3. csoport
| Hely. | Csapat | M | Gy | D | V | G+ | G– | Gk | P  | Továbbjutás                       |     | Benin | Angola | Uganda | Niger (ország) |
| ----- | ------ | - | -- | - | - | -- | -- | -- | -- | --------------------------------- | --- | ----- | ------ | ------ | -------------- |
| 1.    | Benin  | 6 | 4  | 0 | 2 | 12 | 8  | +4 | 12 | Továbbjutott a harmadik fordulóba |     | —     | 3–2    | 4–1    | 2–0            |
| 2.    | Angola | 6 | 3  | 1 | 2 | 11 | 8  | +3 | 10 |                                   |     | 3–0   | —      | 0–0    | 3–1            |
| 3.    | Uganda | 6 | 3  | 1 | 2 | 8  | 9  | −1 | 10 |                                   | 2–1 | 3–1   | —      | 1–0    |                |
| 4.    | Niger  | 6 | 1  | 0 | 5 | 5  | 11 | −6 | 3  |                                   | 0–2 | 1–2   | 3–1    | —      |                |

| 2008. május 31. 16:00 (UTC+3) | Uganda      | 1 – 0               | Niger | Nelson Mandela Nemzeti Stadion, Kampala Nézőszám: 25 000 Játékvezető: Evehe (kameruni) |
| 2008. május 31. 16:00 (UTC+3) | Sekagya 53' | (0 – 0) Jegyzőkönyv |       | Nelson Mandela Nemzeti Stadion, Kampala Nézőszám: 25 000 Játékvezető: Evehe (kameruni) |

| 2008. június 1. 15:30 (UTC+1) | Angola                                  | 3 – 0               | Benin | Estádio dos Coqueiros, Luanda Nézőszám: 6 000 Játékvezető: Damon (dél-afrikai) |
| 2008. június 1. 15:30 (UTC+1) | Flávio 62' Ricardo Job 81' Mendonça 86' | (0 – 0) Jegyzőkönyv |       | Estádio dos Coqueiros, Luanda Nézőszám: 6 000 Játékvezető: Damon (dél-afrikai) |

| 2008. június 8. 16:00 (UTC+1) | Benin                                         | 4 – 1               | Uganda    | Stade de l’Amitié, Cotonou Nézőszám: 10 200 Játékvezető: Karembe (mali) |
| 2008. június 8. 16:00 (UTC+1) | Omotoyossi 16' 87' Tchomogo 21' Sessègnon 70' | (2 – 1) Jegyzőkönyv | Sepuya 9' | Stade de l’Amitié, Cotonou Nézőszám: 10 200 Játékvezető: Karembe (mali) |

| 2008. június 8. 16:00 (UTC+1) | Niger       | 1 – 2               | Angola                    | Stade Général Seyni Kountché, Niamey Nézőszám: 23 000 Játékvezető: Dzsedidi (tunéziai) |
| 2008. június 8. 16:00 (UTC+1) | Alassane 3' | (1 – 1) Jegyzőkönyv | Flávio 30' Yamba Asha 71' | Stade Général Seyni Kountché, Niamey Nézőszám: 23 000 Játékvezető: Dzsedidi (tunéziai) |

| 2008. június 14. 16:00 (UTC+3) | Uganda                              | 3 – 1               | Angola          | Nelson Mandela Nemzeti Stadion, Kampala Nézőszám: 20 000 Játékvezető: Maillet (Seychelle-szigeteki) |
| 2008. június 14. 16:00 (UTC+3) | Sepuya 6' Mwesigwa 18' Wagaluka 73' | (2 – 0) Jegyzőkönyv | Mantorras 90+1' | Nelson Mandela Nemzeti Stadion, Kampala Nézőszám: 20 000 Játékvezető: Maillet (Seychelle-szigeteki) |

| 2008. június 14. 16:00 (UTC+1) | Niger | 0 – 2               | Benin                          | Stade Général Seyni Kountché, Niamey Nézőszám: 5 000 Játékvezető: Hajmúdi (algériai) |
| 2008. június 14. 16:00 (UTC+1) |       | (0 – 0) Jegyzőkönyv | S. Tchomogo 54' Omotoyossi 70' | Stade Général Seyni Kountché, Niamey Nézőszám: 5 000 Játékvezető: Hajmúdi (algériai) |

| 2008. június 22.1 16:00 (UTC+1) | Benin                          | 2 – 0               | Niger | Stade de l’Amitié, Cotonou Nézőszám: 25 000 Játékvezető: Niyongabo (burundi) |
| 2008. június 22.1 16:00 (UTC+1) | Ahouéya 45' Anicet 53' (öngól) | (1 – 0) Jegyzőkönyv |       | Stade de l’Amitié, Cotonou Nézőszám: 25 000 Játékvezető: Niyongabo (burundi) |

| 2008. június 23. 15:30 (UTC+1) | Angola      | 0 – 0 | Uganda | Estádio da Cidadela, Luanda Nézőszám: 7 500 Játékvezető: Mana (nigériai) |
| 2008. június 23. 15:30 (UTC+1) | Jegyzőkönyv |       |        | Estádio da Cidadela, Luanda Nézőszám: 7 500 Játékvezető: Mana (nigériai) |

| 2008. szeptember 7. 16:00 (UTC+1) | Benin                        | 3 – 2               | Angola              | Stade de l’Amitié, Cotonou Nézőszám: 30 000 Játékvezető: Benúza (algériai) |
| 2008. szeptember 7. 16:00 (UTC+1) | Adenon 1' Omotoyossi 52' 65' | (1 – 1) Jegyzőkönyv | Flávio 12' Loco 84' | Stade de l’Amitié, Cotonou Nézőszám: 30 000 Játékvezető: Benúza (algériai) |

| 2008. szeptember 7. 16:30 (UTC+1) | Niger                        | 3 – 1               | Uganda   | Stade Général Seyni Kountché, Niamey Nézőszám: 5 000 Játékvezető: Lamptey (ghánai) |
| 2008. szeptember 7. 16:30 (UTC+1) | Issoufou 68' 86' Kamilou 88' | (0 – 1) Jegyzőkönyv | Obua 33' | Stade Général Seyni Kountché, Niamey Nézőszám: 5 000 Játékvezető: Lamptey (ghánai) |

| 2008. október 10. n.a. | Angola                                          | 3 - 1               | Niger                       | Estádio da Cidadela, Luanda Nézőszám: 3 200 Játékvezető: Gasingwa (ruandai) |
| 2008. október 10. n.a. | Kassali 53' (öngól) Gilberto 68' Zé Kalanga 73' | (0 – 1) Jegyzőkönyv | Moussa 20' Lancina 32′, 64′ | Estádio da Cidadela, Luanda Nézőszám: 3 200 Játékvezető: Gasingwa (ruandai) |

| 2008. október 12. 16:00 (UTC+3) | Uganda        | 2 - 1               | Benin         | Nelson Mandela Nemzeti Stadion, Kampala Nézőszám: 2 913 Játékvezető: Abd el-Fatáh (egyiptomi) |
| 2008. október 12. 16:00 (UTC+3) | Massa 52' 57' | (0 – 1) Jegyzőkönyv | Sessègnon 31' | Nelson Mandela Nemzeti Stadion, Kampala Nézőszám: 2 913 Játékvezető: Abd el-Fatáh (egyiptomi) |

### 4. csoport
| Hely. | Csapat                  | M | Gy | D | V | G+ | G– | Gk  | P  | Továbbjutás                       |     | Nigéria | Dél-afrikai Köztársaság | Sierra Leone | Egyenlítői-Guinea |
| ----- | ----------------------- | - | -- | - | - | -- | -- | --- | -- | --------------------------------- | --- | ------- | ----------------------- | ------------ | ----------------- |
| 1.    | Nigéria                 | 6 | 6  | 0 | 0 | 11 | 1  | +10 | 18 | Továbbjutott a harmadik fordulóba |     | —       | 2–0                     | 4–1          | 2–0               |
| 2.    | Dél-afrikai Köztársaság | 6 | 2  | 1 | 3 | 5  | 5  | 0   | 7  |                                   |     | 0–1     | —                       | 0–0          | 4–1               |
| 3.    | Sierra Leone            | 6 | 2  | 1 | 3 | 4  | 8  | −4  | 7  |                                   | 0–1 | 1–0     | —                       | 2–1          |                   |
| 4.    | Egyenlítői-Guinea       | 6 | 1  | 0 | 5 | 4  | 10 | −6  | 3  |                                   | 0–1 | 0–1     | 2–0                     | —            |                   |

| 2008. június 1. 15:30 (UTC+1) | Egyenlítői-Guinea      | 2 – 0               | Sierra Leone | Estadio Internacional, Malabo Nézőszám: 13 000 Játékvezető: Codija (benini) |
| 2008. június 1. 15:30 (UTC+1) | Carolino 47' Dyowe 57' | (0 – 0) Jegyzőkönyv |              | Estadio Internacional, Malabo Nézőszám: 13 000 Játékvezető: Codija (benini) |

| 2008. június 1. 16:00 (UTC+1) | Nigéria              | 2 – 0               | Dél-afrikai Köztársaság | Abujai Nemzeti Stadion, Abuja Nézőszám: 50 000 Játékvezető: Coulibaly (mali) |
| 2008. június 1. 16:00 (UTC+1) | Uche 10' Nwaneri 44' | (2 – 0) Jegyzőkönyv |                         | Abujai Nemzeti Stadion, Abuja Nézőszám: 50 000 Játékvezető: Coulibaly (mali) |

| 2008. június 7. 15:00 (UTC+2) | Dél-afrikai Köztársaság                  | 4 – 1               | Egyenlítői-Guinea     | Super Stadion, Pretoria Nézőszám: 10 000 Játékvezető: Diouf (szenegáli) |
| 2008. június 7. 15:00 (UTC+2) | Dikgacoi 9' 90+3' Moriri 33' Fanteni 62' | (2 – 0) Jegyzőkönyv | Edjogo 78' (11-esből) | Super Stadion, Pretoria Nézőszám: 10 000 Játékvezető: Diouf (szenegáli) |

| 2008. június 7. 16:30 (UTC+0) | Sierra Leone | 0 – 1               | Nigéria  | Nemzeti Stadion, Freetown Nézőszám: 25 000 Játékvezető: Korti (libériai) |
| 2008. június 7. 16:30 (UTC+0) |              | (0 – 0) Jegyzőkönyv | Yobo 89' | Nemzeti Stadion, Freetown Nézőszám: 25 000 Játékvezető: Korti (libériai) |

| 2008. június 14. 16:30 (UTC+0) | Sierra Leone          | 1 – 0               | Dél-afrikai Köztársaság | Nemzeti Stadion, Freetown Nézőszám: 15 000 Játékvezető: Paré (Burkina Fasó-i) |
| 2008. június 14. 16:30 (UTC+0) | Kallon 21' (11-esből) | (1 – 0) Jegyzőkönyv |                         | Nemzeti Stadion, Freetown Nézőszám: 15 000 Játékvezető: Paré (Burkina Fasó-i) |

| 2008. június 15. 15:30 (UTC+1) | Egyenlítői-Guinea | 0 – 1               | Nigéria | Estadio Internacional, Malabo Nézőszám: 15 200 Játékvezető: Mendy (gambiai) |
| 2008. június 15. 15:30 (UTC+1) |                   | (0 – 1) Jegyzőkönyv | Yobo 5' | Estadio Internacional, Malabo Nézőszám: 15 200 Játékvezető: Mendy (gambiai) |

| 2008. június 21. 15:00 (UTC+2) | Dél-afrikai Köztársaság | 0 – 0 | Sierra Leone | Atteridgeville-i Szuperstadion, Pretoria Nézőszám: 12 000 Játékvezető: Evehe (kameruni) |
| 2008. június 21. 15:00 (UTC+2) | Jegyzőkönyv             |       |              | Atteridgeville-i Szuperstadion, Pretoria Nézőszám: 12 000 Játékvezető: Evehe (kameruni) |

| 2008. június 21. 16:00 (UTC+1) | Nigéria             | 2 – 0               | Egyenlítői-Guinea | Abujai Nemzeti Stadion, Abuja Nézőszám: 20 000 Játékvezető: Ambája (líbiai) |
| 2008. június 21. 16:00 (UTC+1) | Yakubu 45' Uche 84' | (1 – 0) Jegyzőkönyv |                   | Abujai Nemzeti Stadion, Abuja Nézőszám: 20 000 Játékvezető: Ambája (líbiai) |

| 2008. szeptember 6. 15:00 (UTC+2) | Dél-afrikai Köztársaság | 0 – 1               | Nigéria  | Telkom Park, Port Elizabeth Nézőszám: 25 000 Játékvezető: Lwanja (malawi) |
| 2008. szeptember 6. 15:00 (UTC+2) |                         | (0 – 0) Jegyzőkönyv | Uche 69' | Telkom Park, Port Elizabeth Nézőszám: 25 000 Játékvezető: Lwanja (malawi) |

| 2008. szeptember 6. 16:30 (UTC+0) | Sierra Leone        | 2 – 1               | Egyenlítői-Guinea     | Nemzeti Stadion, Freetown Nézőszám: 22 000 Játékvezető: Doue (elefántcsontparti) |
| 2008. szeptember 6. 16:30 (UTC+0) | Conteh 30' Suma 73' | (1 – 0) Jegyzőkönyv | Bodipo 83' (11-esből) | Nemzeti Stadion, Freetown Nézőszám: 22 000 Játékvezető: Doue (elefántcsontparti) |

| 2008. október 11. 16:00 (UTC+1) | Egyenlítői-Guinea | 0 - 1               | Dél-afrikai Köztársaság | Estadio Internacional, Malabo Nézőszám: zárt kapuk Játékvezető: Kokou Djaoupe (togói) |
| 2008. október 11. 16:00 (UTC+1) |                   | (0 – 1) Jegyzőkönyv | Tshabalala 9'           | Estadio Internacional, Malabo Nézőszám: zárt kapuk Játékvezető: Kokou Djaoupe (togói) |

| 2008. október 11. 16:00 (UTC+1) | Nigéria                                       | 4 - 1               | Sierra Leone     | Abujai Nemzeti Stadion, Abuja Nézőszám: zárt kapuk Játékvezető: Wellington Kaoma (zambiai) |
| 2008. október 11. 16:00 (UTC+1) | Obodo 21' Obinna 35' Odemwingie 45' Odiah 51' | (3 – 1) Jegyzőkönyv | Yobo 32' (öngól) | Abujai Nemzeti Stadion, Abuja Nézőszám: zárt kapuk Játékvezető: Wellington Kaoma (zambiai) |

### 5. csoport
| Hely. | Csapat  | M | Gy | D | V | G+ | G– | Gk  | P  | Továbbjutás                       |     | Ghána | Gabon | Líbia | Lesotho |
| ----- | ------- | - | -- | - | - | -- | -- | --- | -- | --------------------------------- | --- | ----- | ----- | ----- | ------- |
| 1.    | Ghána   | 6 | 4  | 0 | 2 | 11 | 5  | +6  | 12 | Továbbjutott a harmadik fordulóba |     | —     | 2–0   | 3–0   | 3–0     |
| 2.    | Gabon   | 6 | 4  | 0 | 2 | 8  | 3  | +5  | 12 | Továbbjutott a harmadik fordulóba |     | 2–0   | —     | 1–0   | 2–0     |
| 3.    | Líbia   | 6 | 4  | 0 | 2 | 7  | 4  | +3  | 12 |                                   |     | 1–0   | 1–0   | —     | 4–0     |
| 4.    | Lesotho | 6 | 0  | 0 | 6 | 2  | 16 | −14 | 0  |                                   | 2–3 | 0–3   | 0–1   | —     |         |

| 2008. június 1. 17:00 (UTC+0) | Ghána                                   | 3 – 0               | Líbia | Baba Yara Stadion, Kumasi Nézőszám: 27 908 Játékvezető: Maillet (Seychelle-szigeteki) |
| 2008. június 1. 17:00 (UTC+0) | Tagoe 17' Junior Agogo 54' Kingston 64' | (1 – 0) Jegyzőkönyv |       | Baba Yara Stadion, Kumasi Nézőszám: 27 908 Játékvezető: Maillet (Seychelle-szigeteki) |

| 2008. június 7. 20:00 (UTC+2) | Líbia                   | 1 – 0               | Gabon | Június 11-e Stadion, Tripoli Nézőszám: 30 000 Játékvezető: Chaibou (nigeri) |
| 2008. június 7. 20:00 (UTC+2) | Brou Aspanga 5' (öngól) | (1 – 0) Jegyzőkönyv |       | Június 11-e Stadion, Tripoli Nézőszám: 30 000 Játékvezető: Chaibou (nigeri) |

| 2008. június 8. 18:00 (UTC+2) | Lesotho            | 2 – 3               | Ghána                             | Seisa Ramabodu Stadion, Bloemfontein (Dél-afrikai Köztársaság)2 Nézőszám: 8 000 Játékvezető: Gasingwa (ruandai) |
| 2008. június 8. 18:00 (UTC+2) | Muso 89' Seema 90' | (0 – 2) Jegyzőkönyv | Kingston 15' Junior Agogo 41' 63' | Seisa Ramabodu Stadion, Bloemfontein (Dél-afrikai Köztársaság)2 Nézőszám: 8 000 Játékvezető: Gasingwa (ruandai) |

| 2008. június 14. 15:30 (UTC+1) | Gabon                 | 2 – 0               | Ghána | Stade Omar Bongo, Libreville Nézőszám: 13 000 Játékvezető: Benúza (algériai) |
| 2008. június 14. 15:30 (UTC+1) | Meye 45+1' Nguema 59' | (1 – 0) Jegyzőkönyv |       | Stade Omar Bongo, Libreville Nézőszám: 13 000 Játékvezető: Benúza (algériai) |

| 2008. június 15. 15:00 (UTC+2) | Lesotho | 0 – 1               | Líbia      | Seisa Ramabodu Stadion, Bloemfontein (Dél-afrikai Köztársaság)2 Nézőszám: 3 500 Játékvezető: Marange (zimbabwei) |
| 2008. június 15. 15:00 (UTC+2) |         | (0 – 0) Jegyzőkönyv | Oszmán 85' | Seisa Ramabodu Stadion, Bloemfontein (Dél-afrikai Köztársaság)2 Nézőszám: 3 500 Játékvezető: Marange (zimbabwei) |

| 2008. június 20. 21:00 (UTC+2) | Líbia                                          | 4 – 0               | Lesotho | Június 11-e Stadion, Tripoli Nézőszám: 30 000 Játékvezető: Trabelszi (tunéziai) |
| 2008. június 20. 21:00 (UTC+2) | el-Fezzáni 3' Daúd 50' al-Sibáni 68' Sabán 80' | (1 – 0) Jegyzőkönyv |         | Június 11-e Stadion, Tripoli Nézőszám: 30 000 Játékvezető: Trabelszi (tunéziai) |

| 2008. június 22. 17:00 (UTC+0) | Ghána                 | 2 – 0               | Gabon | Ohene Djan Stadion, Accra Nézőszám: 29 040 Játékvezető: Damon (dél-afrikai) |
| 2008. június 22. 17:00 (UTC+0) | Tagoe 31' Muntari 75' | (1 – 0) Jegyzőkönyv |       | Ohene Djan Stadion, Accra Nézőszám: 29 040 Játékvezető: Damon (dél-afrikai) |

| 2008. június 28.3 15:30 (UTC+1) | Gabon                | 2 – 0               | Lesotho | Stade Omar Bongo, Libreville Nézőszám: 15 000 Játékvezető: Mendy (gambiai) |
| 2008. június 28.3 15:30 (UTC+1) | Do Marcolino 45' 63' | (1 – 0) Jegyzőkönyv |         | Stade Omar Bongo, Libreville Nézőszám: 15 000 Játékvezető: Mendy (gambiai) |

| 2008. szeptember 5. 22:00 (UTC+2) | Líbia      | 1 – 0               | Ghána | Június 11-e Stadion, Tripoli Nézőszám: 45 000 Játékvezető: Koman Coulibaly |
| 2008. szeptember 5. 22:00 (UTC+2) | Oszmán 86' | (0 – 0) Jegyzőkönyv |       | Június 11-e Stadion, Tripoli Nézőszám: 45 000 Játékvezető: Koman Coulibaly |

| 2008. szeptember 7. 15:00 (UTC+2) | Lesotho     | 0 – 3               | Gabon                                                         | Seisa Ramabodu Stadion, Bloemfontein (Dél-afrikai Köztársaság)2 Nézőszám: 1 500 Játékvezető: Abd el-Fatáh (egyiptomi) |
| 2008. szeptember 7. 15:00 (UTC+2) | Mokhele 32′ | (0 – 0) Jegyzőkönyv | Mouloungui 32′ Ecuele Manga 56' Méyé 72' Mbanagoye Zita 90+4' | Seisa Ramabodu Stadion, Bloemfontein (Dél-afrikai Köztársaság)2 Nézőszám: 1 500 Játékvezető: Abd el-Fatáh (egyiptomi) |

| 2008. október 11. 15:30 (UTC+1) | Gabon          | 1 - 0               | Líbia | Stade Omar Bongo, Libreville Nézőszám: 25 000 Játékvezető: Daniel Bennett (dél-afrikai) |
| 2008. október 11. 15:30 (UTC+1) | Mbanangoye 82' | (0 – 0) Jegyzőkönyv |       | Stade Omar Bongo, Libreville Nézőszám: 25 000 Játékvezető: Daniel Bennett (dél-afrikai) |

| 2008. október 12. 17:00 (UTC+0) | Ghána                          | 3 - 0               | Lesotho | Sekondi Stadion, Sekondi-Takoradi Nézőszám: 20 000 Játékvezető: Khalid Abdel Rahman (szudáni) |
| 2008. október 12. 17:00 (UTC+0) | Appiah 19' Agogo 24' Amoah 67' | (2 – 0) Jegyzőkönyv |         | Sekondi Stadion, Sekondi-Takoradi Nézőszám: 20 000 Játékvezető: Khalid Abdel Rahman (szudáni) |

### 6. csoport
| Hely. | Csapat   | M | Gy | D | V | G+ | G– | Gk | P  | Továbbjutás                       |     | Algéria | Gambia | Szenegál | Libéria |
| ----- | -------- | - | -- | - | - | -- | -- | -- | -- | --------------------------------- | --- | ------- | ------ | -------- | ------- |
| 1.    | Algéria  | 6 | 3  | 1 | 2 | 7  | 4  | +3 | 10 | Továbbjutott a harmadik fordulóba |     | —       | 1–0    | 3–2      | 3–0     |
| 2.    | Gambia   | 6 | 2  | 3 | 1 | 6  | 3  | +3 | 9  |                                   |     | 1–0     | —      | 0–0      | 3–0     |
| 3.    | Szenegál | 6 | 2  | 3 | 1 | 9  | 7  | +2 | 9  |                                   | 1–0 | 1–1     | —      | 3–1      |         |
| 4.    | Libéria  | 6 | 0  | 3 | 3 | 4  | 12 | −8 | 3  |                                   | 0–0 | 1–1     | 2–2    | —        |         |

| 2008. május 31. 19:30 (UTC+0) | Szenegál    | 1 – 0               | Algéria | Stade Léopold Senghor, Dakar Nézőszám: 50 000 Játékvezető: Kotey (ghánai) |
| 2008. május 31. 19:30 (UTC+0) | I. Faye 80' | (1 – 0) Jegyzőkönyv |         | Stade Léopold Senghor, Dakar Nézőszám: 50 000 Játékvezető: Kotey (ghánai) |

| 2008. június 1. 16:00 (UTC+0) | Libéria   | 1 – 1               | Gambia     | Samuel Doe Sportkomplexum, Monrovia Nézőszám: 35 000 Játékvezető: Keita (guineai) |
| 2008. június 1. 16:00 (UTC+0) | Makor 82' | (0 – 1) Jegyzőkönyv | Jarjue 17' | Samuel Doe Sportkomplexum, Monrovia Nézőszám: 35 000 Játékvezető: Keita (guineai) |

| 2008. június 6. 19:15 (UTC+1) | Algéria                              | 3 – 0               | Libéria | Stade Mustapha Tchaker, Blida Nézőszám: 40 000 Játékvezető: Úld Lemgámbodzs (mauritániai) |
| 2008. június 6. 19:15 (UTC+1) | Zsebbúr 16' Ziáni 20' 47' (11-esből) | (2 – 0) Jegyzőkönyv |         | Stade Mustapha Tchaker, Blida Nézőszám: 40 000 Játékvezető: Úld Lemgámbodzs (mauritániai) |

| 2008. június 8. 17:00 (UTC+0) | Gambia | 0 – 0       | Szenegál    | Függetlenségi Stadion, Bakau Nézőszám: 24 500 Játékvezető: Ncobo (dél-afrikai) |
| 2008. június 8. 17:00 (UTC+0) |        | Jegyzőkönyv | Mangane 38′ | Függetlenségi Stadion, Bakau Nézőszám: 24 500 Játékvezető: Ncobo (dél-afrikai) |

| 2008. június 14. 17:00 (UTC+0) | Gambia                | 1 – 0               | Algéria | Függetlenségi Stadion, Bakau Nézőszám: 18 000 Játékvezető: Coulibaly (mali) |
| 2008. június 14. 17:00 (UTC+0) | Jarjue 19' (11-esből) | (1 – 0) Jegyzőkönyv |         | Függetlenségi Stadion, Bakau Nézőszám: 18 000 Játékvezető: Coulibaly (mali) |

| 2008. június 15. 16:00 (UTC+0) | Libéria                | 2 – 2               | Szenegál            | Nemzeti Stadion, Monrovia Nézőszám: 18 000 Játékvezető: Djaoupe (togói) |
| 2008. június 15. 16:00 (UTC+0) | Williams 74' Makor 85' | (0 – 0) Jegyzőkönyv | Diouf 47' Gueye 55' | Nemzeti Stadion, Monrovia Nézőszám: 18 000 Játékvezető: Djaoupe (togói) |

| 2008. június 20. 19:30 (UTC+1) | Algéria   | 1 – 0               | Gambia | Stade Mustapha Tchaker, Blida Nézőszám: 25 000 Játékvezető: Ndume (gaboni) |
| 2008. június 20. 19:30 (UTC+1) | Jahja 33' | (1 – 0) Jegyzőkönyv |        | Stade Mustapha Tchaker, Blida Nézőszám: 25 000 Játékvezető: Ndume (gaboni) |

| 2008. június 21. 19:30 (UTC+0) | Szenegál                         | 3 – 1               | Libéria      | Stade Léopold Senghor, Dakar Nézőszám: 40 000 Játékvezető: Chaibou (nigeri) |
| 2008. június 21. 19:30 (UTC+0) | Sonko 8' Diouf 32' H. Camara 63' | (2 – 0) Jegyzőkönyv | Williams 89' | Stade Léopold Senghor, Dakar Nézőszám: 40 000 Játékvezető: Chaibou (nigeri) |

| 2008. szeptember 5. 22:00 (UTC+1) | Algéria                                | 3 – 2               | Szenegál             | Stade Mustapha Tchaker, Blida Nézőszám: 35 000 Játékvezető: Maillet (Seychelle-szigeteki) |
| 2008. szeptember 5. 22:00 (UTC+1) | Guèye 60' (öngól) Szajfi 66' Jahja 72' | (0 – 0) Jegyzőkönyv | Dia 53' Sougou 90+1' | Stade Mustapha Tchaker, Blida Nézőszám: 35 000 Játékvezető: Maillet (Seychelle-szigeteki) |

| 2008. szeptember 6. 17:00 (UTC+0) | Gambia                   | 3 – 0               | Libéria | Függetlenségi Stadion, Bakau Nézőszám: 10 000 Játékvezető: Ambája (líbiai) |
| 2008. szeptember 6. 17:00 (UTC+0) | Demba 10' 76' Jallow 26' | (2 – 0) Jegyzőkönyv |         | Függetlenségi Stadion, Bakau Nézőszám: 10 000 Játékvezető: Ambája (líbiai) |

| 2008. október 11. 16:00 (UTC+0) | Libéria     | 0 - 0 | Algéria | Nemzeti Stadion, Monrovia Nézőszám: 2 000 Játékvezető: Aúda (egyiptomi) |
| 2008. október 11. 16:00 (UTC+0) | Jegyzőkönyv |       |         | Nemzeti Stadion, Monrovia Nézőszám: 2 000 Játékvezető: Aúda (egyiptomi) |

| 2008. október 11. 16:00 (UTC+0) | Szenegál    | 1 - 1               | Gambia     | Stade Leopold Senghor, Dakar Nézőszám: 50 000 Játékvezető: Bennaszúr (tunéziai) |
| 2008. október 11. 16:00 (UTC+0) | Mangane 67' | (0 – 0) Jegyzőkönyv | Jaiteh 87' | Stade Leopold Senghor, Dakar Nézőszám: 50 000 Játékvezető: Bennaszúr (tunéziai) |

### 7. csoport
| Hely. | Csapat           | M | Gy | D | V | G+ | G– | Gk | P  | Továbbjutás                       |     | Elefántcsontpart | Mozambik | Madagaszkár | Botswana |
| ----- | ---------------- | - | -- | - | - | -- | -- | -- | -- | --------------------------------- | --- | ---------------- | -------- | ----------- | -------- |
| 1.    | Elefántcsontpart | 6 | 3  | 3 | 0 | 10 | 2  | +8 | 12 | Továbbjutott a harmadik fordulóba |     | —                | 1–0      | 3–0         | 4–0      |
| 2.    | Mozambik         | 6 | 2  | 2 | 2 | 7  | 5  | +2 | 8  | Továbbjutott a harmadik fordulóba |     | 1–1              | —        | 3–0         | 1–2      |
| 3.    | Madagaszkár      | 6 | 1  | 3 | 2 | 2  | 7  | −5 | 6  |                                   |     | 0–0              | 1–1      | —           | 1–0      |
| 4.    | Botswana         | 6 | 1  | 2 | 3 | 3  | 8  | −5 | 5  |                                   | 1–1 | 0–1              | 0–0      | —           |          |

| 2008. május 31. 15:00 (UTC+2) | Botswana    | 0 – 0 | Madagaszkár | Nemzeti Stadion, Gaborone Nézőszám: 11 087 Játékvezető: Kaoma (zambiai) |
| 2008. május 31. 15:00 (UTC+2) | Jegyzőkönyv |       |             | Nemzeti Stadion, Gaborone Nézőszám: 11 087 Játékvezető: Kaoma (zambiai) |

| 2008. június 1. 16:00 (UTC+0) | Elefántcsontpart | 1 – 0               | Mozambik      | Stade Félix Houphouët-Boigny, Abidjan Nézőszám: 20 000 Játékvezető: Aúda (egyiptomi) |
| 2008. június 1. 16:00 (UTC+0) | Cissé 75'        | (0 – 0) Jegyzőkönyv | Khan 57′, 89′ | Stade Félix Houphouët-Boigny, Abidjan Nézőszám: 20 000 Játékvezető: Aúda (egyiptomi) |

| 2008. június 8. 14:30 (UTC+3) | Madagaszkár | 0 – 0 | Elefántcsontpart | Mahamasina Municipal Stadion, Antananarivo Nézőszám: n.a. Játékvezető: Labrosse (Seychelle-szigeteki) |
| 2008. június 8. 14:30 (UTC+3) | Jegyzőkönyv |       |                  | Mahamasina Municipal Stadion, Antananarivo Nézőszám: n.a. Játékvezető: Labrosse (Seychelle-szigeteki) |

| 2008. június 8. 15:00 (UTC+2) | Mozambik | 1 – 2               | Botswana                 | Estádio da Machava, Maputo Nézőszám: 30 000 Játékvezető: Fakudze (szváziföldi) |
| 2008. június 8. 15:00 (UTC+2) | Lobo 60' | (0 – 1) Jegyzőkönyv | Selolwane 30' Mafoko 82' | Estádio da Machava, Maputo Nézőszám: 30 000 Játékvezető: Fakudze (szváziföldi) |

| 2008. június 14. 15:00 (UTC+2) | Botswana      | 1 – 1               | Elefántcsontpart | Botswanai Nemzeti Stadion, Gaborone Nézőszám: 21 400 Játékvezető: Ssegonga (ugandai) |
| 2008. június 14. 15:00 (UTC+2) | Selolwane 25' | (1 – 0) Jegyzőkönyv | Méïté 65'        | Botswanai Nemzeti Stadion, Gaborone Nézőszám: 21 400 Játékvezető: Ssegonga (ugandai) |

| 2008. június 15. 14:30 (UTC+3) | Madagaszkár                       | 1 – 1               | Mozambik  | Mahamasina Municipal Stadion, Antananarivo Nézőszám: 15 501 Játékvezető: Ebrahim (dél-afrikai) |
| 2008. június 15. 14:30 (UTC+3) | Mamihasindrahona 90+1' (11-esből) | (0 – 1) Jegyzőkönyv | Dário 33' | Mahamasina Municipal Stadion, Antananarivo Nézőszám: 15 501 Játékvezető: Ebrahim (dél-afrikai) |

| 2008. június 22. 15:00 (UTC+2) | Mozambik                                 | 3 – 0               | Madagaszkár | Estádio da Machava, Maputo Nézőszám: 20 000 Játékvezető: Maillet (Seychelle-szigeteki) |
| 2008. június 22. 15:00 (UTC+2) | Tico-Tico 23' Carlitos 52' Domingues 64' | (1 – 0) Jegyzőkönyv |             | Estádio da Machava, Maputo Nézőszám: 20 000 Játékvezető: Maillet (Seychelle-szigeteki) |

| 2008. június 22. 16:00 (UTC+0) | Elefántcsontpart                    | 4 – 0               | Botswana | Stade Félix Houphouët-Boigny, Abidjan Nézőszám: 15 000 Játékvezető: Bennaszúr (tunéziai) |
| 2008. június 22. 16:00 (UTC+0) | Sanogo 16' Zokora 22' Cissé 46' 70' | (2 – 0) Jegyzőkönyv |          | Stade Félix Houphouët-Boigny, Abidjan Nézőszám: 15 000 Játékvezető: Bennaszúr (tunéziai) |

| 2008. szeptember 7. 14:30 (UTC+3) | Madagaszkár        | 1 – 0               | Botswana | Mahamasina Municipal Stadion, Antananarivo Nézőszám: n.a. Játékvezető: Seechurn (mauritiusi) |
| 2008. szeptember 7. 14:30 (UTC+3) | Rabemananjara? 18' | (1 – 0) Jegyzőkönyv |          | Mahamasina Municipal Stadion, Antananarivo Nézőszám: n.a. Játékvezető: Seechurn (mauritiusi) |

| 2008. szeptember 7. 15:00 (UTC+2) | Mozambik | 1 – 1               | Elefántcsontpart | Estádio da Machava, Maputo Nézőszám: 35 000 Játékvezető: el-Asiri (marokkói) |
| 2008. szeptember 7. 15:00 (UTC+2) | Miro 56' | (0 – 0) Jegyzőkönyv | B. Koné 48'      | Estádio da Machava, Maputo Nézőszám: 35 000 Játékvezető: el-Asiri (marokkói) |

| 2008. október 11. 16:30 (UTC+2) | Botswana | 0 - 1               | Mozambik  | Botswanai Nemzeti Stadion, Gaborone Nézőszám: 2 000 Játékvezető: Seck (szenegáli) |
| 2008. október 11. 16:30 (UTC+2) |          | (0 – 1) Jegyzőkönyv | Genito 6' | Botswanai Nemzeti Stadion, Gaborone Nézőszám: 2 000 Játékvezető: Seck (szenegáli) |

| 2008. október 11. 14:30 (UTC+0) | Elefántcsontpart                    | 3 - 0               | Madagaszkár | Stade Félix Houphouët-Boigny, Abidjan Nézőszám: 24 000 Játékvezető: Benúza (algériai) |
| 2008. október 11. 14:30 (UTC+0) | Sanogo 42' 55' Kalou 66' (11-esből) | (1 – 0) Jegyzőkönyv |             | Stade Félix Houphouët-Boigny, Abidjan Nézőszám: 24 000 Játékvezető: Benúza (algériai) |

### 8. csoport
| Hely. | Csapat     | M | Gy | D | V | G+ | G– | Gk  | P | Továbbjutás                       |  | Marokkó | Ruanda | Mauritánia | Etiópia |
| ----- | ---------- | - | -- | - | - | -- | -- | --- | - | --------------------------------- |  | ------- | ------ | ---------- | ------- |
| 1.    | Marokkó    | 4 | 3  | 0 | 1 | 11 | 5  | +6  | 9 | Továbbjutott a harmadik fordulóba |  | —       | 2–0    | 4–1        | 3–0     |
| 2.    | Ruanda     | 4 | 3  | 0 | 1 | 7  | 3  | +4  | 9 | Továbbjutott a harmadik fordulóba |  | 3–1     | —      | 3–0        | törölve |
| 3.    | Mauritánia | 4 | 0  | 0 | 4 | 2  | 12 | −10 | 0 |                                   |  | 1–4     | 0–1    | —          | 0–1     |
| 4.    | Etiópia    | 0 | 0  | 0 | 0 | 0  | 0  | 0   | 0 | Kizárták                          |  | törölve | 1–2    | 6–1        | —       |

1. ↑  A FIFA 2008. július 29-én felfüggesztette Etiópia tagságát, majd 2008. szeptember 12-én kizárta a selejtezőből, eredményeit és lejátszandó mérkőzéseit törölte.[1]

| 2008. május 31. 15:30 (UTC+2) | Ruanda                                               | 3 – 0               | Mauritánia | Stade Amahoro, Kigali Nézőszám: 12 000 Játékvezető: Doue (elefántcsontparti) |
| 2008. május 31. 15:30 (UTC+2) | Karekezi 15' Makasi 67' (11-esből) Kamana Bokota 72' | (1 – 0) Jegyzőkönyv |            | Stade Amahoro, Kigali Nézőszám: 12 000 Játékvezető: Doue (elefántcsontparti) |

| 2008. május 31. 19:00 (UTC+0) | Marokkó                                 | törölve 3 – 0 | Etiópia   | Stade Mohamed V, Casablanca Nézőszám: 5 000 Játékvezető: Diatta (szenegáli) |
| 2008. május 31. 19:00 (UTC+0) | Bendzselun 4' Abuseruan 13' Hardzsa 85' | Jegyzőkönyv   | Fikru 51′ | Stade Mohamed V, Casablanca Nézőszám: 5 000 Játékvezető: Diatta (szenegáli) |

| 2008. június 7. 17:00 (UTC+0) | Mauritánia             | 1 – 4               | Marokkó                                           | Olimpiai Stadion, Nouakchott Nézőszám: 9 500 Játékvezető: Lamptey (ghánai) |
| 2008. június 7. 17:00 (UTC+0) | Teguedi 82' (11-esből) | (0 – 2) Jegyzőkönyv | Szektiui 9' Bendzselun 37' Szafri 58' Hardzsa 79' | Olimpiai Stadion, Nouakchott Nézőszám: 9 500 Játékvezető: Lamptey (ghánai) |

| 2008. június 8. 16:00 (UTC+3) | Etiópia    | törölve 1 – 2 | Ruanda                | Addisz-Abebai Stadion, Addisz-Abeba Nézőszám: 18 000 Játékvezető: Ndinya (kenyai) |
| 2008. június 8. 16:00 (UTC+3) | Tafese 44' | Jegyzőkönyv   | Said 59' Karekezi 82' | Addisz-Abebai Stadion, Addisz-Abeba Nézőszám: 18 000 Játékvezető: Ndinya (kenyai) |

| 2008. június 13. 17:00 (UTC+0) | Mauritánia | törölve 0 – 1 | Etiópia       | Olimpiai Stadion, Nouakchott Nézőszám: 5 000 Játékvezető: Ambája (líbiai) |
| 2008. június 13. 17:00 (UTC+0) |            | Jegyzőkönyv   | Saladin 90+3' | Olimpiai Stadion, Nouakchott Nézőszám: 5 000 Játékvezető: Ambája (líbiai) |

| 2008. június 14. 15:30 (UTC+2) | Ruanda                                                 | 3 – 1               | Marokkó               | Stade Amahoro, Kigali Nézőszám: 12 000 Játékvezető: Evehe (kameruni) |
| 2008. június 14. 15:30 (UTC+2) | Makasi 15' Kamana Bokota 68' Gasana 73′ Karekezi 90+3' | (1 – 0) Jegyzőkönyv | Alludi 73′ Szafri 78' | Stade Amahoro, Kigali Nézőszám: 12 000 Játékvezető: Evehe (kameruni) |

| 2008. június 21. 19:00 (UTC+0) | Marokkó                           | 2 – 0               | Ruanda       | Stade Mohamed V, Casablanca Nézőszám: 2 500 Játékvezető: Benúza (algériai) |
| 2008. június 21. 19:00 (UTC+0) | Szafri 12' (11-esből) ez-Zahr 49' | (2 – 0) Jegyzőkönyv | Ntaganda 63′ | Stade Mohamed V, Casablanca Nézőszám: 2 500 Játékvezető: Benúza (algériai) |

| 2008. június 22. 16:00 (UTC+3) | Etiópia                                                       | törölve 6 – 1 | Mauritánia            | Addisz-Abebai Stadion, Addisz-Abeba Nézőszám: 3 000 Játékvezető: Lwanja (malawi) |
| 2008. június 22. 16:00 (UTC+3) | Fikru 38' (11-esből) 89' Nigussie 55' 63' Mesud 83' Adane 90' | Jegyzőkönyv   | Eli 44' Jaúb 34′, 37′ | Addisz-Abebai Stadion, Addisz-Abeba Nézőszám: 3 000 Játékvezető: Lwanja (malawi) |

| 2008. szeptember 6. 17:00 (UTC+0) | Mauritánia | 0 – 1               | Ruanda   | Olimpiai Stadion, Nouakchott Nézőszám: 1 000 Játékvezető: Bennaszúr (tunéziai) |
| 2008. szeptember 6. 17:00 (UTC+0) |            | (0 – 0) Jegyzőkönyv | Bobo 79' | Olimpiai Stadion, Nouakchott Nézőszám: 1 000 Játékvezető: Bennaszúr (tunéziai) |

| 2008. szeptember 7. 16:00 (UTC+3) | Etiópia | törölve | Marokkó | Addisz-Abebai Stadion, Addisz-Abeba |
| 2008. szeptember 7. 16:00 (UTC+3) |         |         |         | Addisz-Abebai Stadion, Addisz-Abeba |

| 2008. október 11. 15:30 (UTC+2) | Ruanda | törölve | Etiópia | Stade Amahoro, Kigali |
| 2008. október 11. 15:30 (UTC+2) |        |         |         | Stade Amahoro, Kigali |

| 2008. október 11. 19:30 (UTC+0) | Marokkó                               | 4 - 1               | Mauritánia  | Stade Mohamed V, Casablanca Nézőszám: 1 472 Játékvezető: Sharaf Aboubacar (elefántcsontparti) |
| 2008. október 11. 19:30 (UTC+0) | Szafri 32' Hadzsi 56' 60' Zemmama 66' | (1 – 0) Jegyzőkönyv | Teguedi 68' | Stade Mohamed V, Casablanca Nézőszám: 1 472 Játékvezető: Sharaf Aboubacar (elefántcsontparti) |

### 9. csoport
| Hely. | Csapat             | M | Gy | D | V | G+ | G– | Gk  | P  | Továbbjutás                       |     | Burkina Faso | Tunézia | Burundi | Seychelle-szigetek |
| ----- | ------------------ | - | -- | - | - | -- | -- | --- | -- | --------------------------------- | --- | ------------ | ------- | ------- | ------------------ |
| 1.    | Burkina Faso       | 6 | 5  | 1 | 0 | 14 | 5  | +9  | 16 | Továbbjutott a harmadik fordulóba |     | —            | 0–0     | 2–0     | 4–1                |
| 2.    | Tunézia            | 6 | 4  | 1 | 1 | 11 | 3  | +8  | 13 | Továbbjutott a harmadik fordulóba |     | 1–2          | —       | 2–1     | 5–0                |
| 3.    | Burundi            | 6 | 2  | 0 | 4 | 5  | 9  | −4  | 6  |                                   |     | 1–3          | 0–1     | —       | 1–0                |
| 4.    | Seychelle-szigetek | 6 | 0  | 0 | 6 | 4  | 17 | −13 | 0  |                                   | 2–3 | 0–2          | 1–2     | —       |                    |

| 2008. június 1. 15:30 (UTC+2) | Burundi       | 1 – 0               | Seychelle-szigetek | Louis Rwagasore herceg Stadion, Bujumbura Nézőszám: 4 000 Játékvezető: Imiere (nigériai) |
| 2008. június 1. 15:30 (UTC+2) | Ndikumana 81' | (0 – 0) Jegyzőkönyv |                    | Louis Rwagasore herceg Stadion, Bujumbura Nézőszám: 4 000 Játékvezető: Imiere (nigériai) |

| 2008. június 1. 19:10 (UTC+2) | Tunézia    | 1 – 2               | Burkina Faso | Stade 7 November, Radès Nézőszám: 19 000 Játékvezető: Ambája (líbiai) |
| 2008. június 1. 19:10 (UTC+2) | Belajd 38' | (1 – 0) Jegyzőkönyv | Koné 85' 87' | Stade 7 November, Radès Nézőszám: 19 000 Játékvezető: Ambája (líbiai) |

| 2008. június 7. 16:30 (UTC+4) | Seychelle-szigetek | 0 – 2               | Tunézia                | Stade Linité, Victoria Nézőszám: 2 033 Játékvezető: Faduco (mozambiki) |
| 2008. június 7. 16:30 (UTC+4) |                    | (0 – 2) Jegyzőkönyv | Zsemá 9' Ben Száda 43' | Stade Linité, Victoria Nézőszám: 2 033 Játékvezető: Faduco (mozambiki) |

| 2008. június 7. 18:00 (UTC+0) | Burkina Faso                         | 2 – 0               | Burundi       | Stade du 4-Août, Ouagadougou Nézőszám: n.a. Játékvezető: Ndume (gaboni) |
| 2008. június 7. 18:00 (UTC+0) | Dagano 23' (11-esből) 44' (11-esből) | (2 – 0) Jegyzőkönyv | Ndikumana 20′ | Stade du 4-Août, Ouagadougou Nézőszám: n.a. Játékvezető: Ndume (gaboni) |

| 2008. június 14. 16:30 (UTC+4) | Seychelle-szigetek       | 2 – 3               | Burkina Faso       | Stade Linité, Victoria Nézőszám: 1 000 Játékvezető: Seechurn (mauritiusi) |
| 2008. június 14. 16:30 (UTC+4) | Zialor 47' Annacoura 53' | (0 – 1) Jegyzőkönyv | Dagano 25' 57' 78' | Stade Linité, Victoria Nézőszám: 1 000 Játékvezető: Seechurn (mauritiusi) |

| 2008. június 15. 15:00 (UTC+2) | Burundi | 0 – 1               | Tunézia    | Louis Rwagasore herceg Stadion, Bujumbura Nézőszám: 7 000 Játékvezető: Damon (dél-afrikai) |
| 2008. június 15. 15:00 (UTC+2) |         | (0 – 0) Jegyzőkönyv | Zsáidi 70' | Louis Rwagasore herceg Stadion, Bujumbura Nézőszám: 7 000 Játékvezető: Damon (dél-afrikai) |

| 2008. június 21. 18:00 (UTC+0) | Burkina Faso                              | 4 – 1               | Seychelle-szigetek | Stade du 4-Août, Ouagadougou Nézőszám: 12 500 Játékvezető: Lamptey (ghánai) |
| 2008. június 21. 18:00 (UTC+0) | Kaboré 21' Kéré 28' Ouattara 54' Koné 89' | (2 – 1) Jegyzőkönyv | St. Ange 44'       | Stade du 4-Août, Ouagadougou Nézőszám: 12 500 Játékvezető: Lamptey (ghánai) |

| 2008. június 21. 20:30 (UTC+2) | Tunézia                            | 2 – 1               | Burundi                       | Stade 7 November, Radès Nézőszám: 6 000 Játékvezető: Júnisz (egyiptomi) |
| 2008. június 21. 20:30 (UTC+2) | Ben Száda 21' (11-esből) Zsomá 44' | (2 – 1) Jegyzőkönyv | Ndikumana 20′ Mbazumutima 45' | Stade 7 November, Radès Nézőszám: 6 000 Játékvezető: Júnisz (egyiptomi) |

| 2008. szeptember 6. 16:30 (UTC+4) | Seychelle-szigetek | 1 – 2               | Burundi                      | Stade Linité, Victoria Nézőszám: n.a. Játékvezető: Djaoupe (togói) |
| 2008. szeptember 6. 16:30 (UTC+4) | Zialor 63'         | (0 – 1) Jegyzőkönyv | Mbazumutima 28' Nahimana 58' | Stade Linité, Victoria Nézőszám: n.a. Játékvezető: Djaoupe (togói) |

| 2008. szeptember 6. 18:00 (UTC+0) | Burkina Faso | 0 – 0 | Tunézia | Stade du 4-Août, Ouagadougou Nézőszám: n.a. Játékvezető: Katjimune (namíbiai) |
| 2008. szeptember 6. 18:00 (UTC+0) | Jegyzőkönyv  |       |         | Stade du 4-Août, Ouagadougou Nézőszám: n.a. Játékvezető: Katjimune (namíbiai) |

| 2008. október 11. 17:00 (UTC+2) | Tunézia                                                   | 5 - 0               | Seychelle-szigetek | Stade 7 November, Radès Nézőszám: 10 000 Játékvezető: Diatta (szenegáli) |
| 2008. október 11. 17:00 (UTC+2) | Eszifi 5' 68' Mikari 18' Ben Fredzs 20' Ben Halfallah 43' | (4 – 0) Jegyzőkönyv |                    | Stade 7 November, Radès Nézőszám: 10 000 Játékvezető: Diatta (szenegáli) |

| 2008. október 12. 15:30 (UTC+2) | Burundi      | 1 - 3               | Burkina Faso             | Louis Rwagasore herceg Stadion, Bujumbura Nézőszám: 10 000 Játékvezető: Ssegonga (ugandai) |
| 2008. október 12. 15:30 (UTC+2) | Nahimana 43' | (1 – 1) Jegyzőkönyv | Bancé 18' Dagano 54' 76' | Louis Rwagasore herceg Stadion, Bujumbura Nézőszám: 10 000 Játékvezető: Ssegonga (ugandai) |

### 10. csoport
| Hely. | Csapat | M | Gy | D | V | G+ | G– | Gk | P  | Továbbjutás                       |     | Mali | Szudán | Kongói Köztársaság | Csád |
| ----- | ------ | - | -- | - | - | -- | -- | -- | -- | --------------------------------- | --- | ---- | ------ | ------------------ | ---- |
| 1.    | Mali   | 6 | 4  | 0 | 2 | 13 | 8  | +5 | 12 | Továbbjutott a harmadik fordulóba |     | —    | 3–0    | 4–2                | 2–1  |
| 2.    | Szudán | 6 | 3  | 0 | 3 | 9  | 9  | 0  | 9  | Továbbjutott a harmadik fordulóba |     | 3–2  | —      | 2–0                | 1–2  |
| 3.    | Kongó  | 6 | 3  | 0 | 3 | 7  | 8  | −1 | 9  |                                   |     | 1–0  | 1–0    | —                  | 2–0  |
| 4.    | Csád   | 6 | 2  | 0 | 4 | 7  | 11 | −4 | 6  |                                   | 1–2 | 1–3  | 2–1    | —                  |      |

| 2008. június 1. 18:00 (UTC+0) | Mali                                              | 4 – 2               | Kongó           | Stade 26 mars, Bamako Nézőszám: 35 000 Játékvezető: Bennaszúr (tunéziai) |
| 2008. június 1. 18:00 (UTC+0) | S. Keita 1' 61' A. Coulibaly 32' S. Coulibaly 42' | (3 – 1) Jegyzőkönyv | Mouithys 5' 74' | Stade 26 mars, Bamako Nézőszám: 35 000 Játékvezető: Bennaszúr (tunéziai) |

| 2008. június 7. 16:00 (UTC+1) | Csád                        | 1 – 2               | Mali           | Stade Omnisports Idriss Mahamat Ouya, N'Djamena Nézőszám: 15 000 Játékvezető: Aguidissou (benini) |
| 2008. június 7. 16:00 (UTC+1) | Kedigui 37' Mbairemadji 91′ | (1 – 2) Jegyzőkönyv | Kanouté 4' 22' | Stade Omnisports Idriss Mahamat Ouya, N'Djamena Nézőszám: 15 000 Játékvezető: Aguidissou (benini) |

| 2008. június 8. 15:30 (UTC+1) | Kongó        | 1 – 0               | Szudán | Stade Alphonse Massemba-Débat, Brazzaville Nézőszám: 25 000 Játékvezető: Mana (nigériai) |
| 2008. június 8. 15:30 (UTC+1) | Endzanga 70' | (0 – 0) Jegyzőkönyv |        | Stade Alphonse Massemba-Débat, Brazzaville Nézőszám: 25 000 Játékvezető: Mana (nigériai) |

| 2008. június 14. 16:00 (UTC+1) | Csád                              | 2 – 1               | Kongó      | Stade Omnisports Idriss Mahamat Ouya, N'Djamena Nézőszám: 8 000 Játékvezető: Doue (elefántcsontparti) |
| 2008. június 14. 16:00 (UTC+1) | Kedigui 44' (11-esből) Hassan 48' | (1 – 1) Jegyzőkönyv | Batota 42' | Stade Omnisports Idriss Mahamat Ouya, N'Djamena Nézőszám: 8 000 Játékvezető: Doue (elefántcsontparti) |

| 2008. június 14. 20:00 (UTC+3) | Szudán                               | 3 – 2               | Mali              | al-Hilál Stadion, Kartúm Nézőszám: 15 000 Játékvezető: Abd el-Fatáh (egyiptomi) |
| 2008. június 14. 20:00 (UTC+3) | Júszíf 45+1' et-Táhir 70' Tambal 90' | (1 – 0) Jegyzőkönyv | Kanouté 63' 90+4' | al-Hilál Stadion, Kartúm Nézőszám: 15 000 Játékvezető: Abd el-Fatáh (egyiptomi) |

| 2008. június 22. 15:30 (UTC+1) | Kongó                  | 2 – 0               | Csád | Stade Alphonse Massemba-Débat, Brazzaville Nézőszám: 8 000 Játékvezető: Diouf (szenegáli) |
| 2008. június 22. 15:30 (UTC+1) | Mouithys 14' Ibara 64' | (1 – 0) Jegyzőkönyv |      | Stade Alphonse Massemba-Débat, Brazzaville Nézőszám: 8 000 Játékvezető: Diouf (szenegáli) |

| 2008. június 22. 18:00 (UTC+0) | Mali                      | 3 – 0               | Szudán | Stade 26 mars, Bamako Nézőszám: 25 000 Játékvezető: Doue (elefántcsontparti) |
| 2008. június 22. 18:00 (UTC+0) | Kanouté 23' Keita 58' 66' | (1 – 0) Jegyzőkönyv |        | Stade 26 mars, Bamako Nézőszám: 25 000 Játékvezető: Doue (elefántcsontparti) |

| 2008. szeptember 6.4 22:00 (UTC+3) | Szudán     | 1 – 2               | Csád                  | Kairói Katonai Akadémia Stadion, Kairó (Egyiptom)5 Nézőszám: 4 000 Játékvezető: Trabelszi (tunéziai) |
| 2008. szeptember 6.4 22:00 (UTC+3) | Tambal 75' | (0 – 1) Jegyzőkönyv | Mbaiam 29' Hassan 81' | Kairói Katonai Akadémia Stadion, Kairó (Egyiptom)5 Nézőszám: 4 000 Játékvezető: Trabelszi (tunéziai) |

| 2008. szeptember 7. 15:30 (UTC+1) | Kongó        | 1 – 0               | Mali | Stade Alphonse Massemba-Débat, Brazzaville Nézőszám: 16 000 Játékvezető: Hajmúdi (algériai) |
| 2008. szeptember 7. 15:30 (UTC+1) | Endzanga 87' | (0 – 0) Jegyzőkönyv |      | Stade Alphonse Massemba-Débat, Brazzaville Nézőszám: 16 000 Játékvezető: Hajmúdi (algériai) |

| 2008. szeptember 10. 22:00 (UTC+3) | Csád                 | 1 – 3               | Szudán                                                      | Kairói Katonai Akadémia Stadion, Kairó (Egyiptom)5 Nézőszám: n.a. Játékvezető: Diatta (szenegáli) |
| 2008. szeptember 10. 22:00 (UTC+3) | Djime 34' Mbaiam 52′ | (1 – 1) Jegyzőkönyv | Ahmed Adil 4' Fajszal Agab 48' (11-esből) Száíf Maszávi 76' | Kairói Katonai Akadémia Stadion, Kairó (Egyiptom)5 Nézőszám: n.a. Játékvezető: Diatta (szenegáli) |

| 2008. október 11. 18:00 (UTC+0) | Mali          | 2 - 1               | Csád      | Stade 26 mars, Bamako Nézőszám: 40 000 Játékvezető: Keita (guineai) |
| 2008. október 11. 18:00 (UTC+0) | Keita 44' 83' | (1 – 0) Jegyzőkönyv | Djime 75' | Stade 26 mars, Bamako Nézőszám: 40 000 Játékvezető: Keita (guineai) |

| 2008. október 11. 21:00 (UTC+3) | Szudán                                         | 2 - 0               | Kongó        | al-Merríh Stadion, Omdurman Nézőszám: 27 000 Játékvezető: Ambaja (líbiai) |
| 2008. október 11. 21:00 (UTC+3) | et-Táhir 31' Mohamed 48′, 66′ Fajszal Agab 74' | (1 – 0) Jegyzőkönyv | Mouithys 51′ | al-Merríh Stadion, Omdurman Nézőszám: 27 000 Játékvezető: Ambaja (líbiai) |

### 11. csoport
| Hely. | Csapat     | M | Gy | D | V | G+ | G– | Gk | P | Továbbjutás                       |  | Zambia | Togo | Szváziföld |
| ----- | ---------- | - | -- | - | - | -- | -- | -- | - | --------------------------------- |  | ------ | ---- | ---------- |
| 1.    | Zambia     | 4 | 2  | 1 | 1 | 2  | 1  | +1 | 7 | Továbbjutott a harmadik fordulóba |  | —      | 1–0  | 1–0        |
| 2.    | Togo       | 4 | 2  | 0 | 2 | 8  | 3  | +5 | 6 | Továbbjutott a harmadik fordulóba |  | 1–0    | —    | 6–0        |
| 3.    | Szváziföld | 4 | 1  | 1 | 2 | 2  | 8  | −6 | 4 |                                   |  | 0–0    | 2–1  | —          |

Eritrea 2008. március 25-én visszalépett a selejtezőktől.
| 2008. május 31. 15:30 (UTC+0) | Togo        | 1 – 0               | Zambia          | Ohene Djan Stadion, Accra (Ghána)6 Nézőszám: 15 000 Játékvezető: Paré (Burkina Fasó-i) |
| 2008. május 31. 15:30 (UTC+0) | Olufadé 16' | (1 – 0) Jegyzőkönyv | Chansa 33′, 90′ | Ohene Djan Stadion, Accra (Ghána)6 Nézőszám: 15 000 Játékvezető: Paré (Burkina Fasó-i) |

| 2008. június 8. 15:00 (UTC+2) | Szváziföld                | 2 – 1               | Togo        | Somholo Nemzeti Stadion, Lobamba Nézőszám: 5 819 Játékvezető: Niyongabo (burundi) |
| 2008. június 8. 15:00 (UTC+2) | Dlamini 55' Salelwako 73' | (0 – 0) Jegyzőkönyv | Olufadé 88' | Somholo Nemzeti Stadion, Lobamba Nézőszám: 5 819 Játékvezető: Niyongabo (burundi) |

| 2008. június 15. 15:00 (UTC+2) | Szváziföld  | 0 – 0 | Zambia | Somholo Nemzeti Stadion, Lobamba Nézőszám: 7 462 Játékvezető: Kotey (ghánai) |
| 2008. június 15. 15:00 (UTC+2) | Jegyzőkönyv |       |        | Somholo Nemzeti Stadion, Lobamba Nézőszám: 7 462 Játékvezető: Kotey (ghánai) |

| 2008. június 21. 14:00 (UTC+2) | Zambia                    | 1 – 0               | Szváziföld     | Konkola Stadion, Chililabombwe Nézőszám: 14 458 Játékvezető: Marange (zimbabwei) |
| 2008. június 21. 14:00 (UTC+2) | C. Katongo 86' (11-esből) | (0 – 0) Jegyzőkönyv | Manyatsi 45+1′ | Konkola Stadion, Chililabombwe Nézőszám: 14 458 Játékvezető: Marange (zimbabwei) |

| 2008. szeptember 10.7 14:00 (UTC+2) | Zambia         | 1 – 0               | Togo | Konkola Stadion, Chililabombwe Nézőszám: 10 500 Játékvezető: Damon (dél-afrikai) |
| 2008. szeptember 10.7 14:00 (UTC+2) | F. Katongo 31' | (1 – 0) Jegyzőkönyv |      | Konkola Stadion, Chililabombwe Nézőszám: 10 500 Játékvezető: Damon (dél-afrikai) |

| 2008. október 11. 15:30 (UTC+0) | Togo                                             | 6 - 0               | Szváziföld | Ohene Djan Stadion, Accra (Ghána) Nézőszám: 8 000 Játékvezető: Divine Evehe (kameruni) |
| 2008. október 11. 15:30 (UTC+0) | Salifou 16' Adebayor 29' 46' 71' 85' Olufadé 45' | (3 – 0) Jegyzőkönyv |            | Ohene Djan Stadion, Accra (Ghána) Nézőszám: 8 000 Játékvezető: Divine Evehe (kameruni) |

### 12. csoport
| Hely. | Csapat    | M | Gy | D | V | G+ | G– | Gk  | P  | Továbbjutás                       |     | Egyiptom | Malawi | Kongói Demokratikus Köztársaság | Dzsibuti |
| ----- | --------- | - | -- | - | - | -- | -- | --- | -- | --------------------------------- | --- | -------- | ------ | ------------------------------- | -------- |
| 1.    | Egyiptom  | 6 | 5  | 0 | 1 | 13 | 2  | +11 | 15 | Továbbjutott a harmadik fordulóba |     | —        | 2–0    | 2–1                             | 4–0      |
| 2.    | Malawi    | 6 | 4  | 0 | 2 | 14 | 5  | +9  | 12 | Továbbjutott a harmadik fordulóba |     | 1–0      | —      | 2–1                             | 8–1      |
| 3.    | Kongói DK | 6 | 3  | 0 | 3 | 14 | 6  | +8  | 9  |                                   |     | 0–1      | 1–0    | —                               | 5–1      |
| 4.    | Dzsibuti  | 6 | 0  | 0 | 6 | 2  | 30 | −28 | 0  |                                   | 0–4 | 0–3      | 0–6    | —                               |          |

| 2008. május 31. 14:30 (UTC+2) | Malawi                                                                               | 8 – 1               | Dzsibuti  | Kamazu Stadion, Blantyre Nézőszám: 35 000 Játékvezető: Katjimune (namíbiai) |
| 2008. május 31. 14:30 (UTC+2) | Kafoteka 3' Kanyenda 19' 46' 48' Kamwendo 66' Chavula 73' N'Gambi 78' Mkandawire 83' | (2 – 1) Jegyzőkönyv | Daher 23' | Kamazu Stadion, Blantyre Nézőszám: 35 000 Játékvezető: Katjimune (namíbiai) |

| 2008. június 1. 21:00 (UTC+3) | Egyiptom                  | 2 – 1               | Kongói DK  | Kairói Nemzetközi Stadion, Kairó Nézőszám: 40 000 Játékvezető: Seechurn (mauritiusi) |
| 2008. június 1. 21:00 (UTC+3) | Zaki 68' Abd el-Malik 80' | (0 – 1) Jegyzőkönyv | Ilunga 43' | Kairói Nemzetközi Stadion, Kairó Nézőszám: 40 000 Játékvezető: Seechurn (mauritiusi) |

| 2008. június 6. 15:00 (UTC+3) | Dzsibuti | 0 – 4               | Egyiptom                                                     | el-Hádzs Haszán Gúled Stadion, Dzsibuti Nézőszám: 6 000 Játékvezető: Eyob (eritreai) |
| 2008. június 6. 15:00 (UTC+3) |          | (0 – 1) Jegyzőkönyv | Zaki 40' Abd-Rabú 46' (11-esből) Haszán 53' Abd el-Malik 64' | el-Hádzs Haszán Gúled Stadion, Dzsibuti Nézőszám: 6 000 Játékvezető: Eyob (eritreai) |

| 2008. június 8. 15:30 (UTC+1) | Kongói DK    | 1 – 0               | Malawi | Stade des Martyrs, Kinshasa Nézőszám: 35 000 Játékvezető: Abd el-Gádír (szudáni) |
| 2008. június 8. 15:30 (UTC+1) | Matumdna 76' | (1 – 0) Jegyzőkönyv |        | Stade des Martyrs, Kinshasa Nézőszám: 35 000 Játékvezető: Abd el-Gádír (szudáni) |

| 2008. június 13. 15:00 (UTC+3) | Dzsibuti | 0 – 6               | Kongói DK                                            | el-Hádzs Haszán Gúled Stadion, Dzsibuti Nézőszám: 3 000 Játékvezető: Disang (botswanai) |
| 2008. június 13. 15:00 (UTC+3) |          | (0 – 3) Jegyzőkönyv | Mbokani 24' 47' Nonda 30' Matumdna 39' 51' Mputu 80' | el-Hádzs Haszán Gúled Stadion, Dzsibuti Nézőszám: 3 000 Játékvezető: Disang (botswanai) |

| 2008. június 14. 14:30 (UTC+2) | Malawi        | 1 – 0               | Egyiptom | Kamazu Stadion, Blantyre Nézőszám: 40 000 Játékvezető: Keita (guineai) |
| 2008. június 14. 14:30 (UTC+2) | Msowoya 90+3' | (0 – 0) Jegyzőkönyv |          | Kamazu Stadion, Blantyre Nézőszám: 40 000 Játékvezető: Keita (guineai) |

| 2008. június 21. 21:00 (UTC+3) | Egyiptom       | 2 – 0               | Malawi | Kairói Nemzetközi Stadion, Kairó Nézőszám: n.a. Játékvezető: Diatta (szenegáli) |
| 2008. június 21. 21:00 (UTC+3) | Metaeb 17' 50' | (2 – 0) Jegyzőkönyv |        | Kairói Nemzetközi Stadion, Kairó Nézőszám: n.a. Játékvezető: Diatta (szenegáli) |

| 2008. június 22. 15:30 (UTC+1) | Kongói DK                                     | 5 – 1               | Dzsibuti  | Stade des Martyrs, Kinshasa Nézőszám: 15 000 Játékvezető: Ruaiszi (marokkói) |
| 2008. június 22. 15:30 (UTC+1) | Nonda 10' 45+3' 52' Tshiolola 60' Mbokani 64' | (2 – 0) Jegyzőkönyv | Hirír 85' | Stade des Martyrs, Kinshasa Nézőszám: 15 000 Játékvezető: Ruaiszi (marokkói) |

| 2008. szeptember 5. 21:00 (UTC+3) | Dzsibuti | 0 – 3               | Malawi                             | el-Hádzs Haszán Gúled Stadion, Dzsibuti Nézőszám: n.a. Játékvezető: Martins de Carvalho (angolai) |
| 2008. szeptember 5. 21:00 (UTC+3) |          | (0 – 1) Jegyzőkönyv | Msowoya 30' Chavula 63' Nyondo 67' | el-Hádzs Haszán Gúled Stadion, Dzsibuti Nézőszám: n.a. Játékvezető: Martins de Carvalho (angolai) |

| 2008. szeptember 7. 15:30 (UTC+1) | Kongói DK | 0 – 1               | Egyiptom     | Stade des Martyrs, Kinshasa Nézőszám: 80 000 Játékvezető: Bennett (dél-afrikai) |
| 2008. szeptember 7. 15:30 (UTC+1) |           | (0 – 1) Jegyzőkönyv | Abútríka 30' | Stade des Martyrs, Kinshasa Nézőszám: 80 000 Játékvezető: Bennett (dél-afrikai) |

| 2008. október 11. 14:30 (UTC+2) | Malawi                 | 2 - 1               | Kongói DK  | Kamazu Stadion, Blantyre Nézőszám: 50 000 Játékvezető: Codjia (benini) |
| 2008. október 11. 14:30 (UTC+2) | Ngambi 55' Nsowoya 82' | (0 – 1) Jegyzőkönyv | LuaLua 12' | Kamazu Stadion, Blantyre Nézőszám: 50 000 Játékvezető: Codjia (benini) |

| 2008. október 12. 20:00 (UTC+2) | Egyiptom                                               | 4 - 0               | Dzsibuti | Kairói Nemzetközi Stadion, Kairó Nézőszám: 10 000 Játékvezető: Paré (burkina faso-i) |
| 2008. október 12. 20:00 (UTC+2) | Metaeb 19' Haszán 50' Abútríka 66' Rijád 90+2' (öngól) | (1 – 0) Jegyzőkönyv |          | Kairói Nemzetközi Stadion, Kairó Nézőszám: 10 000 Játékvezető: Paré (burkina faso-i) |

### Csoportmásodikok
A 12 csoportgyőztes mellett a 8 legjobb csoportmásodik jutott a következő fordulóba. Az igazságos elszámolás érdekében – mivel a 8. és a 11. csoport háromtagú volt – a csoportok negyedik helyezettjei ellen elért eredményeket nem vették figyelembe.
| Csapat                  | Cs | M | Gy | D | V | Rg | Kg | Gk | P |
| ----------------------- | -- | - | -- | - | - | -- | -- | -- | - |
| Ruanda                  | 8  | 4 | 3  | 0 | 1 | 7  | 3  | +4 | 9 |
| Kenya                   | 2  | 4 | 2  | 1 | 1 | 6  | 3  | +3 | 7 |
| Tunézia                 | 9  | 4 | 2  | 1 | 1 | 4  | 3  | +1 | 7 |
| Togo                    | 11 | 4 | 2  | 0 | 2 | 8  | 3  | +5 | 6 |
| Gabon                   | 5  | 4 | 2  | 0 | 2 | 3  | 3  | 0  | 6 |
| Szudán                  | 10 | 4 | 2  | 0 | 2 | 5  | 6  | -1 | 6 |
| Malawi                  | 12 | 4 | 2  | 0 | 2 | 3  | 4  | -1 | 6 |
| Mozambik                | 7  | 4 | 1  | 2 | 1 | 5  | 3  | +2 | 5 |
| Gambia                  | 6  | 4 | 1  | 2 | 1 | 2  | 2  | 0  | 5 |
| Angola                  | 3  | 4 | 1  | 1 | 2 | 6  | 6  | 0  | 4 |
| Zöld-foki Köztársaság   | 1  | 4 | 1  | 0 | 3 | 3  | 7  | -4 | 3 |
| Dél-afrikai Köztársaság | 4  | 4 | 0  | 1 | 3 | 0  | 4  | -4 | 1 |

Ranglista meghatározásának alapelvei
1. Pontszám
2. Gólkülönbség
3. Összes lőtt gól
4. Összes idegenben lőtt gól

## Lábjegyzetek
1 A mérkőzést eredetileg 2008. június 22-én rendezték volna, azonban a játékvezetői repülőgép késése miatt elhalasztották.
2 Lesotho hazai mérkőzéseinek helyszínéül Dél-afrikai Köztársaságot jelölte meg.
3 A mérkőzést eredetileg 2008. május 31-én rendezték volna, azonban a gaboni légiirányítók sztrájkja miatt 2008. június 28-ára halasztották.
4 A mérkőzést eredetileg 2008. május 31-én rendezték volna, azonban a Szudán és Csád között fennálló konfliktus miatt a FIFA törölte a mérkőzést és elhalasztotta.
5 A Szudán és Csád közötti konfliktus miatt mindkét mérkőzést semleges pályán, Egyiptomban rendezték.
6 A 2008-as afrikai nemzetek kupája Mali elleni selejtező-mérkőzésen történt szurkolói rendbontás miatt Togót eltiltották, hazai mérkőzéseit csak semleges pályán rendezhette meg.
7 A mérkőzést eredetileg 2008. szeptember 6-án rendezték volna, azonban a zambiai elnök, Levy Mwanawasa halála miatt elhalasztották.